# Cesti Macedònic
Cesti Macedònic (llatí: Cestius Macedonicus), fou un romà de Perusa que va servir a Macedònia, d'on va agafar el cognom. Després de retirar-se es va establir a Perusa. Quan Octavi August va conquerir la ciutat l'any 41 aC, va calar foc a la seva casa, ocasionant l'incendi de tot Perusa, i es va suïcidar clavant-se un ganivet i tirant-se a les flames.